# Kcynia (stacja kolejowa)
Kcynia – nieczynna węzłowa stacja kolejowa w Kcyni, w powiecie nakielskim, w województwie kujawsko-pomorskim, w Polsce. Stacja została otwarta w 1887 roku razem z linią z Gniezna do Nakła nad Notecią. W 1908 roku otwarto kolejną linię ze Skoków do Szubina. Budynek dworca został przejęty w 2014 roku przez władze gminne.